# Північтранс
ПАТ «Північтранс» — українська автотранспортна компанія зі штаб-квартирою в Одесі, що здійснює міські, приміські та міжміські пасажирські автоперевезення.

## Загальні відомості
Компанія заснована у 1997 році.
Здійснює пасажирські автомобільні перевезення в Одесі та Одеській області, Кривому Розі, Дніпрі, Дніпропетровській, Київській та Житомирській областях. Загальна кількість маршрутів — 321, із них: 78 міських, 79 приміських та 164 міжміських маршрутів. Загальна чисельність автобусів, що працюють на маршрутах, і резервного транспорту становить понад 1500 одиниць.

### Власники
90 % акцій підприємства належать компанії «Веста-транс» одеського бізнесмена Сурена Сардаряна. Офіційний власник «Веста-транс» — англійська компанія «Horizon London limited». Зв'язки та бізнес-партнерства Сардаряна в окремих регіонах дозволили «Північтрансу» стати там монополістом міських та приміських перевезень.

## Маршрути

### Одеса
| Міські    | Міські                                                               | Міські | Міські |
| №         | Маршрут                                                              |        |        |
| --------- | -------------------------------------------------------------------- | ------ | ------ |
| 30А       | Херсонський сквер - Ивановський шляхопровід                          |        |        |
| 100А      | вул. Высоцького - Залізничний Вокзал                                 |        |        |
| 104       | вул. Марсельська - селище Шевченко - ул. Марсельська                 |        |        |
| 120       | ДП Паустовського - Залізничний Вокзал                                |        |        |
| 127       | Інфекційна лікарня (вул. Пастера) - меморіал 411 Батареї             |        |        |
| 130       | ДП Паустовського - вул. Жуковського                                  |        |        |
| 156       | вул. Высоцького - ул. Архітекторська                                 |        |        |
| 164       | ДП Паустовського - Онкодиспансер                                     |        |        |
| 165       | ДП Паустовського - Онкодиспансер                                     |        |        |
| 170       | ДП Паустовського - вул. Жуковського                                  |        |        |
| 190       | ДП Паустовського - Залізничний Вокзал                                |        |        |
| 215       | 16 ст. Великого Фонтану - Слободка (мкл. № 11)                       |        |        |
| 232а      | вул. Ак. Сахарова - вул. Ак. Вільямса                                |        |        |
| 240       | ДП Паустовського - ринок Привіз                                      |        |        |
| 241       | вул. Ген. Бочарова - Залізничний Вокзал                              |        |        |
| 242       | ДП Паустовського - Лікарня Водників                                  |        |        |
| 250       | вул. Махачкалінська - Залізничний Вокзал                             |        |        |
| Приміські |                                                                      |        |        |
| 13        | вул. Марсельська - Олександрівка                                     |        |        |
| 39        | вул. Марсельська - Куліндорівські дачі"                              |        |        |
| 31        | вул. Бочарова - Корсунці                                             |        |        |
| 59        | вул. Марсельська - Красносілка                                       |        |        |
| 18т       | Молода Гвардія - о.к. Чабанка"                                       |        |        |
| 67        | м. Одеса (вул. Заболотного, обллікарня) - м. Південний (Автостанція) |        |        |
| 68, 68т   | м. Одеса (АВ Привіз) - м. Південний (Автостанція)                    |        |        |

### Білгород - Дністровський
| №   | Маршрут                                                        |
| --- | -------------------------------------------------------------- |
| 100 | Ринок - Залізничний вокзал - Порт (мале кільце)                |
| 101 | вул. Сонячна (пл. Тира) - мкр. Вершина (цвинтар)               |
| 108 | Ринок - вул. Паркова - ул. Сонячна (пл. Тира)» (велике кільце) |

### Дніпро
| Приміські | Приміські                                                          | Приміські | Приміські |
| №         | Маршрут                                                            |           |           |
| --------- | ------------------------------------------------------------------ | --------- | --------- |
| 106       | Верхньодніпровськ - смт. Новомиколаївка                            |           |           |
| 115       | Верхньодніпровськ - селище Соколівка                               |           |           |
| 123       | Дніпродзержинск - смт. Аули                                        |           |           |
| 128       | Дніпродзержинськ - смт. Петриківка                                 |           |           |
| 200       | Дніпро - смт. Петриковка                                           |           |           |
| 204       | Дніпро - Новомосковськ                                             |           |           |
| 205       | Дніпро - Новомосковськ                                             |           |           |
| 207       | Дніпро - с. Піщанка                                                |           |           |
| 213       | Дніпро - Новомосковськ                                             |           |           |
| 214       | Дніпро - с. Олександрівка                                          |           |           |
| 225       | смт. Ювілейне - с. Зелений Гай                                     |           |           |
| 226       | Дніпро - с. Новоалександровка                                      |           |           |
| 228       | Дніпро - с. Новоолександрівка                                      |           |           |
| 229       | Дніпро - с. Волоска                                                |           |           |
| 230       | Дніпро - с. Партизанське                                           |           |           |
| 231       | Дніпро - с. Балівка                                                |           |           |
| 232       | Дніпро - с. Зоря                                                   |           |           |
| 235       | Дніпро - Підміське                                                 |           |           |
| 236       | Дніпро - Підміське                                                 |           |           |
| 238       | Дніпро - Підміське                                                 |           |           |
| 239       | Дніпро - Підміське                                                 |           |           |
| 241       | Дніпро - смт. Кіровське                                            |           |           |
| 242       | Дніпро - Підміське                                                 |           |           |
| 243       | Дніпро - Підміське                                                 |           |           |
| 246       | Дніпро - с. Перше Травня                                           |           |           |
| 256       | Дніпро - смт. Кіровське                                            |           |           |
| 264       | Дніпро - с. Новоселівка                                            |           |           |
| 712       | Павлоград - с. Нововоскресівка                                     |           |           |
| 740       | Дніпро - смт. Черкаське                                            |           |           |
| 822       | Павлоград - с. Межирич                                             |           |           |
| 823       | Павлоград - с. Котовець                                            |           |           |
| 826       | Павлоград - с. Новогригорівка                                      |           |           |
| 827       | Павлоград - с. Перлове                                             |           |           |
| Міські    |                                                                    |           |           |
| 67        | ж/м Сокіл - вул. Ширшова                                           |           |           |
| 105       | вул. Менделєєва (ЦРБ) - пл. Д. Бідного                             |           |           |
| 114       | вул. Г. Сталінграда (ДК "Шинник") - ул. Шмидта (Центральний ринок) |           |           |
| 158       | вул. Семафорна - пл. Н.Островського                                |           |           |
| Міжміські |                                                                    |           |           |
|           | Дніпро - с. Новотроїцьке                                           |           |           |
|           | Дніпро - смт. Просяна                                              |           |           |
|           | Дніпро - с. Йосипівка                                              |           |           |
|           | Дніпро - с. Заплавка                                               |           |           |
|           | Дніпро - с. Чернеччина                                             |           |           |
|           | Дніпро - с. Краснопілля                                            |           |           |
|           | Дніпро - с. Личкове                                                |           |           |
|           | Дніпро - с. Першотравенка                                          |           |           |
|           | Дніпро - с. Чаплинка                                               |           |           |
|           | Дніпро - с. Орлівка                                                |           |           |
|           | Дніпро - Верхньодніпровськ                                         |           |           |
|           | Павлоград - Новомосковськ                                          |           |           |
|           | Павлоград - с. Шандрівка                                           |           |           |
|           | Павлоград - с. Сергіївка                                           |           |           |
|           | Павлоград - с. Преображенка                                        |           |           |
|           | Юріївка - Киев АС "Дачная"                                         |           |           |
|           | Павлоград АС - с. Терни                                            |           |           |
|           | Дніпро - с. Юріївка                                                |           |           |

### Кривий Ріг
| Міські    | Міські                                                                                                  | Міські | Міські |
| №         | Маршрут                                                                                                 |        |        |
| --------- | --- | ------ | ------ |
| 2         | АС Інгулець — Автоцех                                                                                   |        |        |
| 2А        | АС Інгулець — Автоцех                                                                                   |        |        |
| 3         | вул. Дніпровське шосе – пл. Толстого (через мкр-н 5-й Зарічний)                                         |        |        |
| 5         | пл. Толстого — вул. Сочинська                                                                           |        |        |
| 10        | АС Інгулець — Автоцех                                                                                   |        |        |
| 27        | Розвилка — вул. Збагачувальна                                                                           |        |        |
| 28        | Автостанція Інгулець — вул. Вереснева                                                                   |        |        |
| 32        | ст. Рокувата – с. Новопілля                                                                             |        |        |
| 35        | Розвилка — ПГЗК                                                                                         |        |        |
| 50        | пл. Толстого — вул. Уточкіна                                                                            |        |        |
| 54        | РЗФ №1 — 10-й мікрорайон                                                                                |        |        |
| 57        | Автостанція Інгулець — Автоцех                                                                          |        |        |
| 75        | вул. Галаховська – вул. Дунайська                                                                       |        |        |
| 79        | вул. Божедаровська – КЦРЗ                                                                               |        |        |
| 80        | Світанок – Псіхоневрологічний дім-інтернат                                                              |        |        |
| 97        | вул. Комсомолу України – вул. Комсомолу України (кільцевий, через мкр-н 5-й Зарічний, вул. Кремлівську) |        |        |
| 201       | вул. Українська — ж/м Східний-3                                                                         |        |        |
| 203       | пл. Визволення — Розвилка                                                                               |        |        |
| 205       | Школа № 23 — ст. Кривий Ріг-Головний                                                                    |        |        |
| 208       | Кільце 129-го кварталу — Соцмісто                                                                       |        |        |
| 210       | ж/м Східний-3 — вул. Збагачувальна                                                                      |        |        |
| 214       | пл. Визволення — мкр. 5-й Гірницький                                                                    |        |        |
| 217       | маг. «Чебурашка» — вул. Мерецкова                                                                       |        |        |
| 223       | ж/м Східний-3 — Спорткомплекс                                                                           |        |        |
| 231       | ст. Рокувата — Ринок «Північний»                                                                        |        |        |
| 236       | Палац спорту ВАТ «Центральний ГЗК» — ст. Кривий Ріг                                                     |        |        |
| 242       | пл. Толстого — мкр. 5-й Зарічний 243 Автовокзал — вул. Тухачевського                                    |        |        |
| 250       | Ринок «Босфор» — Соцгород                                                                               |        |        |
| 254       | Спорткомплекс — ЗАТ ЦГЗК                                                                                |        |        |
| 255       | мкр. Індустріальний — ст. Кривий Ріг                                                                    |        |        |
| 261       | вул. Едуарда Фукса — вул Збагачувальна                                                                  |        |        |
| 262       | вул. Тухачевського — Західне кладовище                                                                  |        |        |
| 265       | Цирк — вул. Поповича                                                                                    |        |        |
| 266       | пл. Визволення — ПГЗК                                                                                   |        |        |
| 269       | ст. Кривий Ріг-Головний – ст. Батуринська                                                               |        |        |
| 274       | ст. Кривий Ріг — вул. Шиферна                                                                           |        |        |
| 282       | вул. Тухачевського — пл. Визволення                                                                     |        |        |
| 286       | пл. Визволення — ст. Кривий Ріг-Головний                                                                |        |        |
| 287       | Гімназія №95 — вул. Миколаївське шосе                                                                   |        |        |
| 291       | Рудозбагачувальна фабрика №1 — Школа-інтернат №2                                                        |        |        |
| 293       | ж/м Східний-1 — вул. Українська                                                                         |        |        |
| 295       | 4 мкр. Карачуни — мкр. Індустріальний                                                                   |        |        |
| 302       | Автостанція Інгулець — пл. Визволення                                                                   |        |        |
| 303       | Міська лікарня №16 — ШПФ                                                                                |        |        |
| 306       | ж/м Східний-3 — ст. Кривий Ріг- Головний                                                                |        |        |
| 307       | Ювілейна — ст. Кривий Ріг-Головний                                                                      |        |        |
| 312       | мкр. Сонячний — 4 мкр. Карачуни                                                                         |        |        |
| 315       | мкр. Сонячний — ПАТ «АрселорМіттал Кривий Ріг»                                                          |        |        |
| 323       | Автовокзал — вул. Сурикова                                                                              |        |        |
| 330       | Ринок «Ювілейний» – пл.Толстого                                                                         |        |        |
| 341       | пр-т Південний – селище Матрьоновка                                                                     |        |        |
| 361       | Автостанція Інгулець — пр-т Південний                                                                   |        |        |
| 372       | Палац спорту ВАТ «Центральний ГЗК» — ПАТ «АрселорМіттал Кривий Ріг»                                     |        |        |
| 376       | мкр. 5-й 3арічний – ст. Кривий Ріг                                                                      |        |        |
| 397       | пл. Визволення — Ринок «Босфор»                                                                         |        |        |
| Приміські | |        |        |
| 401       | Кривий Ріг АС2 - Ранній ранок                                                                           |        |        |
| 423       | Кривий Ріг- смт. Софіївка                                                                               |        |        |
| 426       | Кривий Ріг- с. Андріївка                                                                                |        |        |
| 428       | Кривий Ріг(ст.Рокувата) - с. Новопілля 441 м.Кривий Ріг- с. Недайвода                                   |        |        |
| 463       | П’ятихатки- с. Чумаки                                                                                   |        |        |
| 465       | П’ятихатки- с. Лозуватка                                                                                |        |        |
| 109/497а  | Кривий Ріг- смт Радевичеве ч/з Зелений Гай ,                                                            |        |        |
| 133/504   | Кривий Ріг- смт Широке(смт Широке - АС Інгулець (ч/з ІнГЗК))                                            |        |        |
| 183/482   | Кривий Ріг - смт Широке (АС Інгулець (ч/з ІнГЗК) - смт Широке )                                         |        |        |
| 479       | Кривий Ріг- с. Карповка                                                                                 |        |        |
| 400       | Кривий Ріг- Н. Кременчуг                                                                                |        |        |
| 402       | Кривий Ріг - с. Кіровка                                                                                 |        |        |
| 403       | Кривий Ріг - смт. Христофорівка м №404 Кривий Ріг - с. Іванівка                                         |        |        |
| 405       | Кривий Ріг - с. Анастасівка                                                                             |        |        |
| 410       | Кривий Ріг - с. Новоганнівка                                                                            |        |        |
| 413       | Кривий Ріг- с. Вільне                                                                                   |        |        |
| 414       | Кривий Ріг - смт. Христофорівка (ч/з с. Лозуватка)                                                      |        |        |
| 423а      | Кривий Ріг - с. Макорти                                                                                 |        |        |
| 424       | Кривий Ріг - с. Дубове (ч/з с. Красіне)                                                                 |        |        |
| 425       | Кривий Ріг - с. Златоустівка                                                                            |        |        |
| 426а      | Кривий Ріг - с. Сергіївка                                                                               |        |        |
| 428       | Кривий Ріг - Новопілля                                                                                  |        |        |
| 444       | Кривий Ріг - с. Калініна                                                                                |        |        |
| 445       | Кривий Ріг - с. Кам’яне Поле                                                                            |        |        |
| Міжміські | |        |        |
|           | Дніпро - Кривий Ріг (ч/з П’ятихатки)                                                                    |        |        |
|           | Дніпро - Кривий Ріг (ч/з с. Девладове)                                                                  |        |        |
|           | Кривий Ріг АС-2 - Новоолексіївка (ч/з смт.Софіївка, с-ще Жовтневе)                                      |        |        |
|           | Кривий Ріг АС-2 - с. Жовтневе (ч/з Дніпро)                                                              |        |        |
|           | смт. Широке - с. Стародобровільське (ч/з Зелений Став, АС Інгулець-с. Андріївка)                        |        |        |
|           | Кривий Ріг - П’ятихатки (ч/з с Гомельське, с.Кам’яне, с.Івашинівка)                                     |        |        |
| 431       | Кривий Ріг - П’ятихатки (ч/з Сергіївка, с. Ордо-Василівка, с. Макорти)                                  |        |        |
|           | П’ятихатки - смт. Лихівка                                                                               |        |        |

### Південне
| 2 | ДК "Дружба" – МИЗ м. Південний |

### Ізмаїл
|         | Калчева - АС "Измаил"     |
| 581/582 | Котловина - АС "Измаил"   |
|         | Новосёловка - АС "Измаил" |
|         | Холмское - Килия          |

### Київ
|  | Юровка - Киев АС "Дачна" |

### Міжобласні
| № | Маршрут                       |
| - | ----------------------------- |
|   | Кривий Ріг - Одеса            |
|   | Кривий Ріг- Долинська         |
|   | Кривий Ріг-Троицко-Сафоново   |
|   | Харків- Кривий Ріг            |
|   | Одеса - Калуш                 |
|   | Одеса - Південноукраїнськ     |
|   | Радомишль - Київ              |
|   | Кривий Ріг - Херсон           |
|   | Гуляйполе - Дніпро            |
|   | Херсон - Ізмаїл               |
|   | Південний - Коблеве           |
|   | Братське - Одеса              |
|   | Нова Одеса - Кривий Ріг       |
|   | Кам'янка-Дніпровська - Дніпро |
|   | Дніпро - Скадовськ            |
|   | Олександрія - Дніпро          |
|   | Березанка - Одеса             |
|   | Дніпро - Одеса                |
|   | Кривий Ріг - Лазурне          |
|   | Кривий Ріг - Кирилівка        |
|   | Дніпро - Орлик                |
|   | Петрове - Кривий Ріг          |
|   | Київ - Кривий Ріг             |
|   | Кривий Ріг - Київ             |
|   | Кривий Ріг - Долинська        |
|   | Косів - Одеса                 |
|   | Братське - Одеса              |
|   | Вознесенськ - Одеса           |
|   | Могилів-Подільський – Одеса   |
|   | Черкаси - Одеса               |